# American Family Association
La American Family Association (AFA) es una organización 501(c)(3) fundamentalista cristiana estadounidense.
Fue fundada en 1977 por el reverendo Donald Wildmon con el nombre de National Federation for Decency (Federación Nacional por la Decencia) con su centro de operaciones en Tupelo, Mississippi. Donald Wildmon es el presidente honorario (chairman) de la AFA; y su hijo, Tim Wildmon, es el Presidente de la organización.
La organización está acreditada por el Consejo Evangélico para la Responsabilidad Financiera y tiene un presupuesto para el 2011 de más de  16 millones de dólares, posee 200 estaciones de American Family Radio en 33 estados, siete estaciones afiliadas en siete estados y una estación de televisión afiliada. Además es dueña de 180 estaciones de radio "American Family Radio" en 28 estados.
AFA ha sido incluida como grupo de odio por el Southern Poverty Law Center (SPLC) en noviembre de 2010 por la «propagación de falsedades conocidas» y el uso de «propaganda demonizante» contra personas LGBT. La organización se opone a las uniones civiles, el matrimonio igualitario, al ateísmo, a la intervención del Estado en la economía, al programa y seguros médicos de salud universales, etc. Su fundador Bob Fischer ha argumentado que "muchas de las reservas tribales de hoy siguen sumidas en la pobreza y el alcoholismo porque muchos nativos americanos continúan aferrándose a la oscuridad de la superstición indígena en lugar de entrar en la luz del cristianismo y asimilarse a la cultura cristiana". La AFA ha rechazado afiliar a indígenas dado que «la superstición, el salvajismo y la inmoralidad sexual» descalificaron moralmente a los nativos americanos para tener el «control soberano del suelo estadounidense». 
La AFA es una  organización cristiana que promueve la ética bíblica. La organización busca promover sus objetivos a través de actividades tales como boicots, "alertas de acción (action alert)", e-mails, publicaciones en los sitios de la organización y en el Periódico de la (AFA Journal), transmitiendo informativos en la American Family Radio y buscando apoyo político (lobbying),y legal a través del Centro de Derecho y Política de la AFA (AFA Center for Law and Policy). Ha sido clasificada como grupo de odio extremista por el Southern Poverty Law Center. La AFA ha presionado repetidamente al Congreso para que elimine los fondos para el National Endowment for the Arts (fondos contra el SIDA). Así mismo promueve valores de islamofobia: el 28 de noviembre de 2006, tras la elección de Keith Ellison, el primer musulmán electo al Congreso de los Estados Unidos, la AFA lanzó una "Alerta de Acción". La alerta de acción, titulada "Una primicia para América... El Corán reemplaza a la Biblia en el juramento del Congreso. El 13 de julio de 2007, se llevó a cabo una oración hindú en el Senado de los Estados Unidos y ante ello AFA envió otra "Alerta de Acción" a sus miembros animando a enviar correos electrónicos, escribir cartas o llamar a sus senadores para que se opongan a la oración hindú. En 2012, cuando la selección del jurado comenzó en un juicio por cargos de secuestro de la hija de una pareja de lesbianas por parte de un extremista evangélico, el cual abusó luego de la niña, el líder de la organización Fischer escribió en Twitter apoyando el secuestro de niños de hogares del mismo sexo para darlos a lo que él llama hogares "normales".